# هیتچنز ۵۷۹۰۱
سیارک ۵۷۹۰۱ (به انگلیسی: 57901 Hitchens، نامگذاری:2002CH275)۵۷۹۰۱مین سیارک کشف شده‌است که در ۰۹ فوریه ۲۰۰۲ کشف شد.